# Теплова смерть
Теплова́ смерть — термін, що описує кінцевий стан будь-якої замкнутої термодинамічної системи. При цьому ніякого направленого обміну енергією спостерігатися не буде, оскільки всі види енергії перейдуть в теплову. Термодинаміка розглядає систему, що перебуває в стані теплової смерті як систему, в якій термодинамічна ентропія максимальна.
Ідею про те, що еволюція Всесвіту неминуче призведе до стану теплової смерті й завершення всіх фізичних процесів висловив у 1851 році Вільям Томсон (лорд Кельвін).
Висновок про теплову смерть Всесвіту був сформульований Рудольфом Клаузіусом в 1865 році на основі другого закону термодинаміки. За цим законом, будь-яка фізична система, що не обмінюється енергією з іншими системами (для Всесвіту в цілому такий обмін, очевидно, виключений), прагне до найімовірнішого рівноважного стану — до так званого стану з максимумом ентропії. Такий стан відповідав би тепловій смерті Всесвіту. 

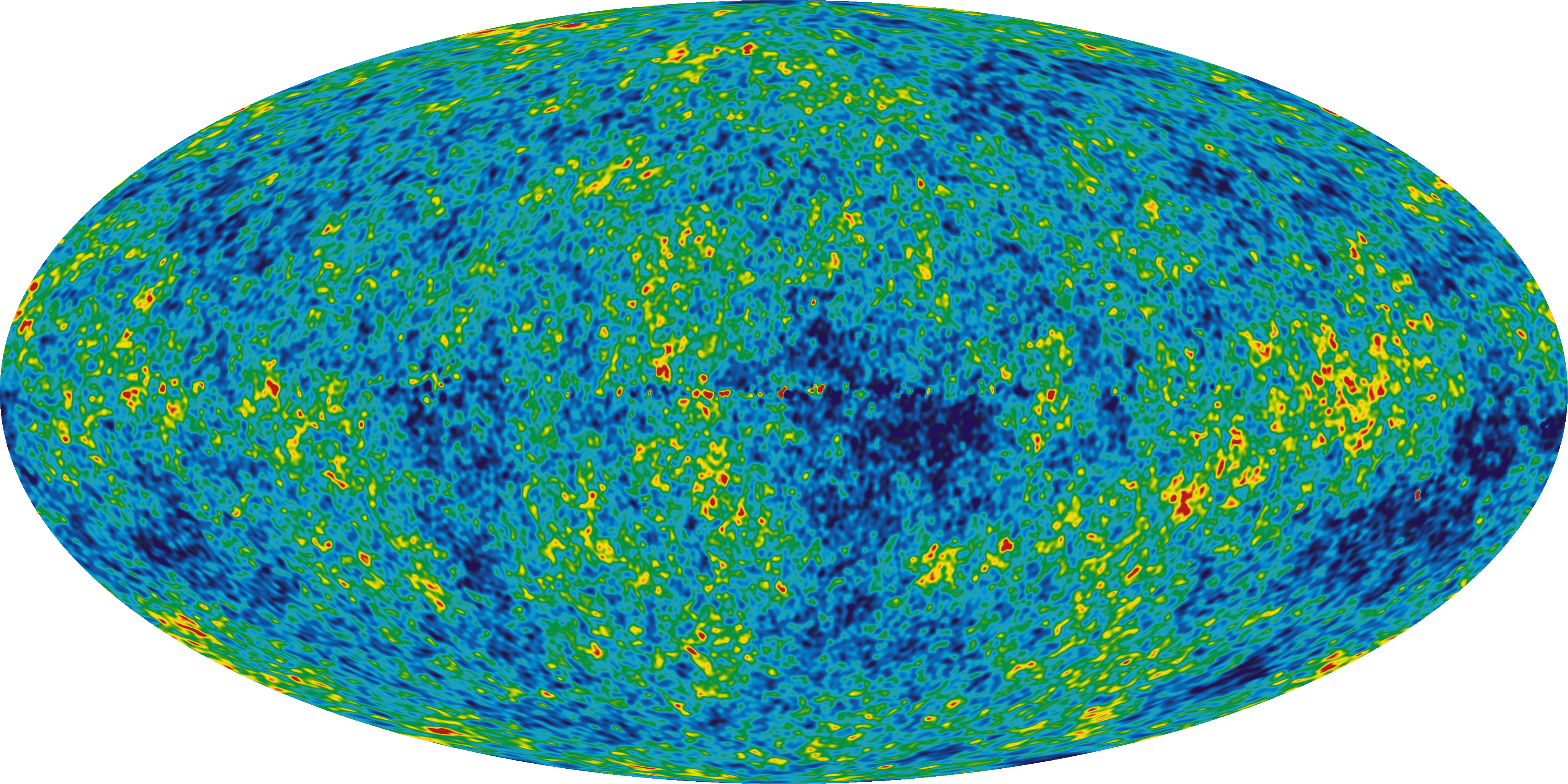
Анізотропія реліктового випромінювання за даними супутника WMAP.

Ще до створення сучасної космології були зроблені численні спроби спростувати висновок про теплову смерть Всесвіту. Найбільш відома з них флуктуаційна гіпотеза Людвіга Больцмана (1872 рік), відповідно до якої Всесвіт одвічно перебуває в рівноважному ізотермічному стані, але за законом випадку то в одному, то в іншому її місці інколи відбуваються відхилення від цього стану; вони відбуваються тим рідше, чим більшу область захоплюють і чим значнішим є ступінь відхилення.

## Сучасний стан всесвіту
На сучасному етапі існування (13,72 млрд років) Всесвіт випромінює як абсолютно чорне тіло з температурою 2,725 К. Максимум спектру випромінювання припадає на частоту 160,4 ГГц (мікрохвильове випромінення), що відповідає довжині хвилі 1,9 мм. Воно є ізотропним з точністю до 0,001%.
Ні довести, ні спростувати гіпотезу теплової смерті Всесвіту сучасними[коли?] науковими силами не є можливим[джерело?], оскільки наші знання про нього все ще мізерно малі, і ми не можемо з повною впевненістю стверджувати, що Всесвіт не перебуває під дією зовнішніх сил, або може розглядатися як замкнута термодинамічна система. Однак саме поняття теплової смерті стало першим кроком до усвідомлення можливої кінцівки існування Всесвіту, хоча нам і невідомо, коли і за яким сценарієм відбудеться його загибель.
Системологія свідчить про багатовимірність матерії і на її основі полісубстратний системогенез Всесвіту, що створює явища поширення матерії при відсутності в просторі механізмів жорсткої взаємодії різних форм матерії, що дає ґрунт теорії флуктуючого Всесвіту, або трансформації форм матерії. Враховуючи «чорну матерію» та фундаментальну синергічну взаємодію і поширення синергії, руйнується ідеалізована модель закритого Всесвіту і його теплової смерті.[джерело?]

## Концепція теплової смерті всесвіту в масовій культурі
Темі теплової смерті всесвіту присвячено низку науково-фантастичних творів. Наприклад, роман «Творець зірок» Олафа Стейплдона чи оповідання «Останнє питання» Айзека Азімова). Також дана тема лягла в основу сюжету аніме «Mahou Shoujo Madoka Magica».